# Tortula protobryoides
Tortula protobryoides là một loài Rêu trong họ Pottiaceae. Loài này được R.H. Zander miêu tả khoa học đầu tiên năm 1993.